# Cantón de Saint-Firmin
El cantón de Saint-Firmin era una división administrativa francesa, que estaba situada en el departamento de Altos Alpes y la región de Provenza-Alpes-Costa Azul.

## Composición
El cantón estaba formado por ocho comunas:
- Aspres-lès-Corps
- Chauffayer
- La Chapelle-en-Valgaudémar
- Le Glaizil
- Saint-Firmin
- Saint-Jacques-en-Valgodemard
- Saint-Maurice-en-Valgodemard
- Villar-Loubière

## Supresión del cantón de Saint-Firmin
En aplicación del Decreto nº 2014-193 de 20 de febrero de 2014, el cantón de Saint-Firmin fue suprimido el 22 de marzo de 2015 y sus 8 comunas pasaron a formar parte del nuevo cantón de Saint-Bonnet-en-Champsaur.